# Gechi-Ču
Gechi-Ču è un centro abitato della Russia.